# Памятник Джорджу Дьюи
Памятник Джорджу Дьюи (англ. Dewey Monument) — монумент в стиле ампир, находящийся на Юнион-сквер в Сан-Франциско (Калифорния, США). Установлен в честь американского флотоводца Джорджа Дьюи, единственного человека в истории, удостоенного высшего воинского звания флота США — адмирала военно-морских сил.
Торжественно открыт 14 мая 1903 года в присутствии президента США Теодора Рузвельта. В своём выступлении на открытии Рузвельт сказал, с именем адмирала Джорджа Дьюи связывают победу в битве в Манильской бухте во время Испано-американской войны. Памятник также — дань памяти и уважения всем морякам ВМС США.
Авторы монумента — скульптор Роберт Ингерсолл Эйткен, архитектор — Ньютон Тарп.
Монумент представляет из себя колонну высотой 25,9 м, которую венчает бронзовая статуя древнегреческой мифологической богини победы Ники. В руках у богини трезубец (символизирующий оружие бога морей Посейдона (Нептуна) и лавровый венок. Высота статуи Ники — 2,7 м.
Ньютон Тарп спроектировал постамент и колонну с бюджетом в 45 000 долларов. Колонна диаметром более 1,5 м и высотой более 25,9 м была собрана из отдельных блоков весом 18 144 кг.
Колонна стоит на квадратном основании с каждой стороны которого установлены мемориальные плиты с посвящениями.